# Blodrød søstjerne
Blodrød søstjerne (Henricia sanguinolenta) er en pighud, der tilhører klassen Asteroidea (søstjerner).

## Morfologi
Arten kan blive op til 12 cm i diameter, og er blodrød til lysviolet. Skiven er lille, og armene er lange og runde.  Dyrets overflade er ru.

## Levevis
Blodrød søstjerne lever på hård bund ned til 1000 meters dybde, hvor dens føde består af kiselsvampe..
Arten har yngelpleje, hvor hunnen beskytter æggene ved at omslutte dem. Hun tager ikke føde til sig under yngelplejen, og fostrenes udviklingstid er ca. tre uger. Den yngler i februar-maj.